# Paratemnopis ambigua
Paratemnopis ambigua là một loài bọ cánh cứng trong họ Cerambycidae.